# سعاد قاروط العشي
سعاد قاروط العشي (وُلدت عام 1949 ميلاديًا) هي إعلامية لبنانية قدمت العديد من البرامج على تلفزيون لبنان وشبكة راديو وتلفزيون العرب.

## حياتها
تزوجت من الكاتب والإعلامي «أحمد العشي»، المدير العام للشركة العربية الإعلامية في قناة إيه آر تي بيروت رزقت منه بثلاثة أبناء «مازن» عام 1975 ، محمد وتمارا

## مشوارها المهني

### انطلاقتها مع تلفزيون لبنان
دخلت مجال الإذاعة عام 1973 من خلال حسين صبرا المدير التنفيذي لإذاعة لبنان قام بتدريبها ثم حُدّد موعد الامتحان لها وتلقت دعما من الرئيس صائب سلام، عملت فيها لمدة ثلاثة أشهر ثم انتقلت إلى تلفزيون لبنان تحت إشراف رئيس المذيعين شفيق جدايل حيث دربها على الإلقاء وأشرف على تعليمها، بداية عملت كمذيعة لربط الفقرات، وبعد عام واحد قامت بتقديم البرامج ونشرات الأخبار ثم قدمت برنامج «تاريخ السينما المصرية»، «ستوديو الفن» و«حكاية كل بنت» وبعد اندلاع الحرب الأهلية اللبنانية قدمت برنامج «المتفوقون» برنامج مسابقات ذو طابع ثقافي، ثم برنامجاً حوارياً بعنوان «صالون الخميس» ذو طابع سياسي يدور الحوار فيه مع الضيف في شقين الأول خاص والثاني سياسي وبعد انتهاء الحرب عام 1991 قدمت برنامج «مباشر على الهواء» واستضافت فيه الرئيس الياس الهراوي كما قدمت برنامج «شاهد على العصر»

### إنتقالها لشبكة راديو وتلفزيون العرب
عام 2001 انتقلت للعمل في شبكة راديو وتلفزيون العرب لتقدّم برنامج «أهل الدار» الذي استضافت فيه أهل السياسة والفن ثم «ذاكرة الأسبوع» وهو نشرة تحليلية للأحداث الأسبوية لمدة ثلاثة سنوات وبرنامج «من ذاكرتهم»

### عملها في قناة إن بي أن
عام 2006 انتقلت للعمل في قناة إن بي إن لتقدم برنامج «التاريخ إن حكى» وبرنامج «للمرأة كلام»، اختارها المخرج سيمون أسمر لتقديم برنامج ستديو الفن على شاشة إم تي في اللبنانية عام 2010، انتقلت بعدها للعمل في قناة الميادين
وقدمت برنامج «الجمهوريّة 2014» مع السياسي كريم بقرادوني إضافة للوثائقيات والبرامج التاريخية

## جوائز
- مصر: تكريم في مهرجان حوار الأديان 2017[6]
- لبنان: درع تكريمي من مكتب شؤون المرأة في قضاء المتن 2020 [7]